# Armășești
Armășești là một xã thuộc hạt Ialomița, România. Dân số thời điểm năm 2002 là 7320 người.